# 平将明
平 将明（たいら まさあき、1967年〈昭和42年〉2月21日 - ）は、日本の政治家。自由民主党所属の衆議院議員（7期）、デジタル大臣（第5・6代）、デジタル行財政改革担当大臣、行政改革担当大臣、国家公務員制度担当大臣、サイバー安全保障担当大臣、内閣府特命担当大臣（規制改革、サイバー安全保障）。
内閣府副大臣（第2次安倍改造内閣・第3次安倍内閣・第4次安倍第2次改造内閣）、経済産業大臣政務官兼内閣府大臣政務官（第2次安倍内閣）、衆議院環境委員長、衆議院原子力問題調査特別委員長、自由民主党広報本部副本部長、同ネットメディア局長、同情報調査局長、同副幹事長などを歴任。

## 来歴
1967年2月21日、東京都に生まれる。早稲田実業学校中等部・高等部卒業。1989年、早稲田大学法学部（ゼミは刑法）卒業。
1991年、家業である大田区青果市場の仲卸「山邦」に就職。1996年、同社の三代目社長就任。
1996年に東京青年会議所入会。大田区委員会委員長として活躍後、2000年に行われた、第42回衆議院議員総選挙の公開討論会を大田区委員会委員長として、東京4区で初めて開催。2003年に第54代理事長に就任。2006年度の日本青年会議所会頭に立候補し、会頭選挙に持ち込んだが、名古屋青年会議所の池田佳隆（後に衆議院議員）に敗退。
2005年9月11日、第44回衆議院議員総選挙に東京4区から出馬・初当選。
2009年8月30日、第45回衆議院議員総選挙に東京4区から出馬・比例復活で再選（2期目）。
2010年7月22日、所属していた山崎派を脱会。
2011年6月22日の衆議院本会議における「会期延長の議決」について、自民党の党議拘束は「会期の70日延長に反対」であったが、東日本大震災の復旧・復興のために、国会を延長すべきだとして、党方針に反対し棄権した。
2012年、情報調査局長に就任。同年4月12日、衆議院本会議における「郵政民営化法改正案の議決」について、小泉純一郎首相が進めた郵政事業の完全民営化路線を転換するものとして、党方針に反対し途中退席した。同年12月16日、第46回衆議院議員総選挙に東京4区から出馬・当選（3期目）。同月27日、第2次安倍内閣において経済産業大臣政務官・内閣府大臣政務官（原子力損害賠償支援機構担当）に就任。
2013年10月14日、自民党副幹事長・情報調査局長に就任。
2014年9月3日、第2次安倍改造内閣において内閣府副大臣（地方創生、国家戦略特別区域、クールジャパン戦略、沖縄関連政策などを担当）に就任。同年12月14日、第47回衆議院議員総選挙に東京4区から出馬・当選（4期目）。同月25日、第3次安倍内閣において内閣府副大臣（これまでの担当に加え、消費者政策、食品安全問題、公正取引委員会が追加）に再任。
2016年9月、衆議院環境委員長に就任。
2017年10月22日の第48回衆議院議員総選挙で5選。
2018年10月、自民党内閣第2部会長（IT政策、科学技術・イノベーション、宇宙政策、クールジャパン戦略、地方創生、規制改革、マイナンバー制度など担当）に就任。
2019年9月13日、 第4次安倍第2次改造内閣において内閣府副大臣（主な担当は防災、IT政策、女性活躍、行政改革、サイバーセキュリティ戦略、科学技術・イノベーション政策、知的財産戦略、クールジャパン戦略、宇宙政策、原子力政策、医療情報基盤、健康・医療戦略、カジノ管理委員会）に就任。　
2020年9月16日、安倍内閣総辞職に伴い内閣府副大臣辞職。同年10月、自民党内閣第2部会長（デジタル改革、IT政策、マイナンバー、【個人情報保護委員会】、2025年万博、消費者・食品安全、クールジャパン戦略、知的財産戦略、科学技術・イノベーション、宇宙政策、公文書管理、【消費者庁、公正取引委員会】、経済再生、TPP、全世代型社会保障改革、経済財政政策、新型コロナ対策、公益認定、原子力損害賠償・廃炉等支援機構、原子力経済被害、産業競争力、ロシア経済分野協力、原子力防災、金融、デフレ脱却などの政策の所管）に就任。
石破派広報委員長を務めているにもかかわらず、2021年の総裁選では河野太郎を支持する考えを石破茂に伝えている（結局、石破は不出馬）。
2021年10月31日の第49回衆議院議員総選挙で6選。11月、自民党広報副本部長兼ネットメディア局長に就任。2022年8月31日、自民党情報調査局長に就任。
2024年9月27日に行われた自由民主党総裁選挙では石破茂の推薦人を務めた。2024年10月1日、第1次石破内閣でデジタル大臣、内閣府特命担当大臣（規制改革）として初入閣し、同時に行政改革、国家公務員制度、サイバー安全保障の担当大臣も兼ねた。同年10月27日の第50回衆議院議員総選挙で7選。同年11月11日に発足した第2次石破内閣においてデジタル大臣、内閣府特命担当大臣（規制改革）に留任。
2025年7月1日、サイバー対処能力強化法等の一部施行に伴い、内閣府特命担当大臣（サイバー安全保障）に就任。

## 政策・主張・活動
政策
- 経済産業大臣政務官・内閣府大臣政務官（2012年12月 - 2013年10月[28]）
  - 中小企業支援策の分かりにくさの解消を目的として、支援策の情報提供や他の経営者・専門家と情報交換を行えるポータルサイト「ミラサポ」や[29]、「中小企業海外展開現地支援プラットフォーム」の開設・普及、さらに補助金申請書類の簡素化など、中小企業・小規模事業者政策を推進した[4]。
  - 消費税は製造、卸、小売などの各取引に課して、そのたびに価格に転嫁され、最終的に消費者が負担する仕組みであるが、例えば100円の商品なら5%から8%の消費税増税時には本来108円で取り引きされるところを、105円のまま取り引きをして、3%の増税分を製造元や卸に負担させるなど、取引先が優越的地位を利用して増税額の転嫁を拒否する場合もあるので、そうした転嫁拒否行為を違法と明記するなどの対策を盛り込んだ、「消費税転嫁対策特別措置法」の制定に取り組んだ[30][31]。
- 内閣府副大臣（地方創生、国家戦略特区など担当）（2014年9月 - 2015年10月[28]）
  - 民間人であった2001年に、「気軽に国際交流都民の会」会長として、羽田空港発着の国際チャーター便の解禁を働きかけ、法改正に合わせて羽田空港からハワイにチャーター便を飛ばすなど、羽田空港の国際化推進活動を展開[4]。そして、国家戦略特区担当副大臣時代には特区内の空港アクセスの充実のため、空港アクセスバスの運行計画設定の際の届出期間期限を短縮するなどの規制緩和を進めた[32]。
  - また、特区担当副大臣として、政務官の小泉進次郎と共に、国家戦略特区の制度を利用した、自動飛行、自動運転などの実証実験の場を確保し、イノベーションの喚起をコンセプトとした特区、「近未来技術実証特区」の新設に取り組んだ[33]。特区認定された秋田県仙北市では、ドローンレースの開催や[34]、完全自動運転（運転手がいない状態。レベル4）の公道での実証実験が行われた[35]。また、地元である東京都大田区の特区民泊導入にも関わる[36]。
- 自民党経済構造改革に関する特命委員会 事務局長代理など（2016年10月[37] - ）
  - 前述の内閣府副大臣時代に、地方創生政策のひとつである地域経済分析システム「RESAS」で抽出できる、地域内の企業と取り引きが多く、地域外へ販売している企業、「コネクターハブ企業」の重要性を主張していたが[38][39]、平が事務局長代理をつとめる[37]、「経済構造改革に関する特命委員会」の2017年4月の最終報告では、そうした企業を「地域未来牽引企業」と位置づけ、その企業や取引群を含む全体を生態系と捉え、税制・補助制度、金融などの様々な支援や毎年公表を行う案が盛り込まれた。また、最終報告には「近未来技術実証特区」に関連して、完全自動走行などの近未来技術の社会実装に向けた政府内の調整を一元的に行う組織や、「サンドボックス型特区制度」の創設などが含まれている[40][38]。

主張
- 中小企業を経営し、そしてバブル崩壊やその後の金融危機で資金繰り・経営立て直しに苦労した経験から、政府の中小企業に対しての政策がうまくいかないのは、資金繰りといったような現場の感覚がないからだと述べ、国のマネジメントも貸借対照表と損益計算書と資金繰りの3つの視点を大事にして、定量的・科学的根拠に基づいた施策をすべきと主張している。また、現場の皮膚感覚を知らない政治家は、なにか問題が起きると規制という考えに走りがちだが、規制をすると現場がどうなるかという想像力が重要で、規制改革・緩和といった場合でも、いかに副作用を抑えて効果を最大化するか、民間が自由に動けるような環境を整えるか、想像力を働かせて政策を打つべきと述べている[41][42]。
- ねじれ国会解消のため、国会議員の4割削減の検討も含めた、一院制の導入を主張している[43]。
- 地方創生に対して「地方がそれぞれの成長戦略を描き、成功事例が生まれそうなところは集中的に応援する。旧来型の公共事業で一時的に地域経済を支える“ばらまき”はありえない。農林水産や観光が主力となる地方の実情を踏まえると、もともと付加価値が高い日本の農産物をアジアの高所得者層に売るなど、ローカル経済圏がアジアの成長を取り組む戦略が有効だ。海外から観光客を呼び込む『ビジット・ジャパン』も効果的なツールになる。国家戦略特区や規制緩和によって後押ししたい」と述べている[44]。
- イギリスのEU離脱や、トランプ大統領誕生の背景には、グローバル経済の中で成長していく人たちと、ローカル経済の中でグローバル化に取り残される人たちの間で分断・格差があるが、そうした問題の解決策として、外需を獲得する企業と、その企業と取り引きのあるローカル経済圏の企業の取引群全体を支援し、地域経済の底上げを行うことで、ローカル経済圏にいながら、ローカル経済圏の中にグローバル経済圏の成長を組み入れることができると述べている[45]。
- 農産物の流通について、農協や卸売市場を介す仕組みは、流通段階ごとに手数料がかかったり、生産者に価格決定権がなく、更に最近では生産者からの直接買い付けや、生産者が直接販売するケースが増えているので、卸売市場は不要だという意見もあるが、卸売市場なら日持ちしない生鮮品を全て買い取るので売れ残りのリスクがなく、売上も3日以内に現金で受け取れるので貸倒れリスクもないと述べている。また、アメリカは分業化された専門会社が担うので効率的との意見に対して、生産者の手取りは日本のほうが多いことも挙げ、経済合理性の観点から卸売市場の存在意義を語っている[46]。
- 2007年6月14日、ワシントン・ポストに掲載されたアメリカ合衆国下院121号決議の全面撤回を求める広告「THE FACTS」の賛同者に名を連ねている[47]。

その他の活動
- 自民党のインターネット生放送「Café Sta（カフェスタ）」のレギュラー番組、「月曜カフェスタトーク」で司会をつとめている。2011年12月から番組を始め、2017年4月の時点で放送回数は150回を超えている[48]。
- インターネットから自民党への入党が可能なシステムを先行運用している[49]。将来的には自民党総裁選のネット投票を目指している[50]。
- 水月会（石破派）広報委員長として[51]、国会議員では初とされる石破茂のLINEスタンプ作成を企画した[52]。日本では政治家・派閥を応援するとなると、政治資金パーティーで万単位の参加費がかかるなど、単価が高額であるが、スタンプは120円というハードルの低い価格設定で簡単に応援できる仕組みだと述べている[50]。
- 2014年より、政治・経済情報を発信するWEBマガジン「政経電論」にて、「平将明の『言いたい放題』」という連載を持ち、政治や政策について語っている[53]。

以下は複数の選択肢の中から一つを選ぶ形式のアンケートへの回答。
- 憲法9条の改正に賛成[54]。
- 集団的自衛権の行使に賛成[54]。
- 日本の核武装について、今後の国際情勢によっては検討すべきだとしている[55]。
- 首相の靖国神社参拝を問題ないとしている[54]。
- 「村山談話」を見直すべきでないとしている[54]。
- 「河野談話」を見直すべきとしている[54]。
- 特定秘密保護法を必要としている[54]。
- 負担増が耐えられないため、年金の給付水準が下がるのはやむをえないとしている[54]。
- ヘイトスピーチを法律で規制することに賛成[54]。
- 原子力発電所は日本に必要としている[54]。
- 女性宮家の創設に反対[55]。
- 「道徳」を小中学校の授業で教える事に賛成[54]。
- カジノの解禁に賛成[54]。
- 選択的夫婦別姓の制度導入に賛成[56]。

## 人物

### 日中友好団体・中国共産党要職者との関わり
中国共産党の対日工作に詳しいジャーナリストの山田敏弘は、平について中国との密接な関係が見られ、また訪中の目的や関係者との会談の詳細が不明なことが多いとして「特に危険」としている。
平は日本と中国の中小企業の交流を深めるための組織である一般社団法人日中発展協会（会長は河野太郎）や日中友好議員連盟の会員で、頻繁に訪中して中国共産党関係者などと会談を重ねている。また、中国との繋がりを隠そうとしている節もあり、2023年12月17日に海外出張する旨をXに投稿したが、多くのコメントでどこに行くのか尋ねられているにも関わらず無視した。数日後現地メディアで中国国務院直轄組織である国家国際発展合作署の関係者と会談している様子が報じられた。
- 2003年3月23日、平は東京青年会議所の理事長として田中常雅ら日中友好之会の代表団と訪中、中国共産党の孫金竜と晩餐会で会談[58]。
- 2006年3月19日から21日、平は議員団（小渕優子団長を含む8名）の一員として訪中。北京市副市長の劉敬民と会談、続けて李肇星外交部長と会談、中国共産主義青年団の周強第一書記とも会談後、人民大会堂で会食した[59]。
- 2006年8月9日、平ら複数の自民党議員は中国共産党の周強と晩餐会で会談[60]。
- 2007年4月28日から30日、平は自らが結成した「新世代アジア連携フォーラム」の2回目の中国ミッションとして訪中。中国共産党青年団中央委員会の胡春華第一書記と会談。他にも中華全国青年連合会のアルケジャン・トラホン、外交部アジア局の邸国洪副局長、国家環境保護総局国際協力局の唐丁丁副局長、国家発展改革委員会マクロ経済研究院対外経済研究所の劉錦明所長補佐とも会談[61]。
- 2007年5月20日、平は訪中し実業家の王建功と会談、5月18日から20日まで北京で開催された第1回中日韓青少年経済協力フォーラムにも出席した[62]。
- 2010年7月6日、議員会館で中国政府の香港担当のNo.2と面会する[63]。
- 2010年8月29日、瀋陽市で開催される北東アジア経済フォーラム出席のため訪中する[64]。
- 2010年9月1日、中国の有力シンクタンクと軍事や経済など。空母の問題について意見交換を行う[65]。
- 2010年9月7日、中国共産主義青年団幹部と会談[66]。
- 2011年5月、平を団長とする議員団が訪中し、外交学院の江瑞平副学部長と会談、同校の教員と東アジアの国際関係について議論を交わした[67]。
- 2015年12月5日、越智隆雄と訪中、6日には中国共産党中央対外連絡部幹部の李軍と会談。その後、中国の政策担当者と意見交換、7日には中国共産党の李源潮副総統と会談、その中で「若手政治家には日中友好を継承し維持する責任があり、二国間関係をさらに改善するためにたゆまぬ努力を惜しまない」と発言したと報道された（新華社）[68][69][70]。
- 2016年8月22日、中国の深圳市を訪問、ファーウェイ幹部と意見交換を行った[71][72]。
- 2016年12月20日、平を団長とする自民党議員団が訪中して、全国人民代表大会常務委員会副委員長で中国国際交流協会副会長の吉炳軒と会談した。その中で平は「日中の政治家間の交流を強化し、日中友好の世論基盤を継続的に強化するために尽力する」と発言したと報道された（新華社）[73]。
- 2019年5月6日、平は林芳正ら日中友好議員連盟の代表団として訪中。中国共産党中央政治局常務委員・中国人民政治協商会議（政協）全国委員会主席の汪洋と会談（新華社）[74]。
- 2022年4月、平は茨城県日中友好協会の令和4年度定期総会で「デジタル革命と日中関係」というテーマで講演した[75]。
- 2023年12月8日、平は訪中を前に中華人民共和国駐日本国大使館を訪問し、呉江浩特命全権大使と会談[76]。
- 2023年12月18日、平は訪中し国家国際発展合作署長の羅照輝と会談した。この会談の中で平は「日中発展協会が両国間の開発協力と友好的な人的交流の促進に一層の役割を果たしていきたい」「持続可能な開発の分野で中国との三国間協力を模索し、日中友好に引き続き貢献していく」と発言した[77]。
- 2023年12月20日、平は上海大学の成旦紅中国共産党委員会書記と会談した。言語学と人工知能、学生インターンシップ、学校と企業の協力などについて話し合った[78]。

### 消費者金融業者との関係・利益相反
平はサラ金・商工ローン等の高利貸金業者と関わりが深く、過去には消費者金融大手のプロミスから献金を受け取ったり、「『貸金業法改正』 の影響と対策に関する勉強会」を主導している。この「勉強会」は、貸金業法等を改正して、上限金利を引き上げ、総量規制を緩和する等の提言を行っている。平が関与した日本振興銀行（2010年に倒産、ペイオフの対象となり約5800億円の負担が生じた）もSFCGなど貸金業者との関係が強く（SFCGの不良債権を高額で買い取る不可解な決済がなされていた）、政策面での利益相反の指摘がある。

### NTT関係者からの接待
総額9千億にも及ぶ国費が投じられたマイナンバー関連システムの多くで、少なくとも1265億円にも及ぶ受注を得たNTTグループは、自民党に対して総額1億8千万円に及ぶ多額の献金を行っていることが判明しており、党内でマイナンバー政策を取り仕切る役割にあった平に対し、接待を繰り返してきたことが明らかになっている。
2019年2月18日、麻布十番の会員制レストランで5万円のコースが振る舞われ、内閣府副大臣だった2020年3月12日と、退任後の9月17日にも同様の接待があり、この時には篠原弘道会長も同席していた。なお、平の事務所は「イノベーションや科学技術に対する意見交換」が行われただけとして、政策への影響を否定しており、NTTも「会食や献金により便宜が図られたことはない」としている。

### 緊急地震速報への提言
2006年6月1日、衆議院災害対策特別委員会で質問に立ち、導入予定の緊急地震速報について「数秒間であっても心の準備はできる。放送では間に合わないので携帯端末に届くようにする。着信音は印象的なものにする」と提言、現在の緊急速報メールの形につなげた。

### Web3・AIの推進
平将明は自民党のデジタル社会推進本部に設置された「AIの進化と実装に関するプロジェクトチーム（AIPT）」及び「Web3プロジェクトチーム（web3PT）」の座長を務めており、暗号資産（仮想通貨）・ブロックチェーンなどのWeb3や生成AIなどの社会実装、活用を推進している。Web3PTは2024年4月12日、仮想通貨税制の税率20%の申告分離課税対象やAIの社会導入等をまとめたホワイトペーパーをとりまとめ、 デジタル社会推進本部にて了承。この後、政務調査会の審査を経て自民党の政策となった。

### 雑学
- サラリーマンとして就職した後、1991年に父の病気をきっかけに、祖父が創った大田市場の仲卸会社「山邦」に入社した。モートラなどを操縦し3年間下積みを経て、社長に就任した。金融危機で資金繰りに奔走し、克服して、22億円だった売上を60億円にしたと述べている[41]。
- 平将門および平家の子孫ではない。母方は源氏の血筋である[88]。
- バドミントンを中学校から大学まで嗜む。高校では部長を務め、大学時代は共立薬科大学バドミントン部のコーチを務めた[4]。
- 普段の食事は、ラーメンを好んで食べるほか、なか卯を頻繁に利用する。本人によれば、「平の食生活はラーメンと‘なか卯’しかないのかと指摘される」こともある[89]。また、なか卯に関しては、同僚議員の赤沢亮正とのやりとりの中で「なか卯議連」なるものを立ち上げようと冗談を飛ばしていたり[90]、河野太郎によれば、「なか卯で食べた時は、平将明代議士にツィッターで報告することになっている」（ただし真偽は不明）[91]。
- AKB48で誰が好きかとの自身のGREEブログ上での質問に対し、「こじはる（小嶋陽菜）です。」と答えている[92]。
- ガンダムやエヴァンゲリオンが好きであると公言している[93]。
- 内閣府副大臣として石破茂と共に地方創生などに取り組んだことで、『文藝春秋』（2016年2月新春号）から「日本を元気にする逸材125人」に選ばれたと述べている[4]。

## 不祥事・訴訟

### 日本振興銀行の経営責任
平は2010年に経営破綻した日本振興銀行創設の木村剛、落合伸治と並ぶ発起人の1人であった。同行の破産に伴い預金額の約5800億円が公的資金によるペイオフの対象となり、預金保険制度を悪用したモラル・ハザードであると問題視された。翌年に同行から損害賠償請求権を譲り受けた整理回収機構が、平を含む旧経営陣7人に50億円の賠償を求めて提訴。裁判の過程で元取締役3人は責任を認め訴訟が終結、平を含む社外取締役の3人とは和解が成立した。ちなみに、会長であった木村には2016年の東京地裁の判決で注意義務違反による損害が認定され、約37億円の賠償命令が下されているほか、金融庁の立ち入り検査にあたりSFCGや中小企業振興ネットワークとのやり取りが記録された電子メール700件余りを削除し検査を妨害したとして、木村を含む経営陣5人が逮捕され、有罪判決が言い渡されている。
後に金融庁が有識者に委託した調査結果が公表され、ビジネスモデル自体に無理があり、本来なら銀行免許を交付すべきでないのに「妥当性を欠く不当な免許」が交付されたと結論付けられている。当時の金融担当大臣・竹中平蔵と発起人の木村剛の個人的な癒着が背景にあると見られている。

### 詐欺企業からの献金授受
平が代表を務める「自民党東京都第四選挙区支部」が2024年6月に社長を含む従業員ら3名が詐欺で逮捕された企業から、2011年から2022年まで総額288万円の献金を受けていた。同年10月2日の就任会見では事実関係を認めたうえで、「その後に破綻・粉飾決算というニュースを見て、その時点で専門家の意見、弁護士にこれどうしたらいいのか、どう返せるのかという相談をした。」と語っている。「寄付でもらったものを返すとなると、寄付をしなければいけない。政治団体の寄付というのは、いろいろな制約がかかっているので、そう簡単に寄付（返金）できる話でもない」と言及した。

### COCOA再委託先企業からの献金授受
平は内閣府副大臣として「新型コロナウイルス感染症対策テックチーム」の事務局長を務めていた経歴があるが、関連して不可解な献金がなされていたことが判明している。COCOAは国のコロナ対策として多額の公金が投じられたものの、致命的なバグが4カ月にわたって放置されたアプリである。平はこのアプリの再委託先の企業から2018年から2022年にかけて、献金を受け取っていた。このアプリをめぐっては開発企業の負担となるはずの不具合の改修費用を厚労省が負担した不可解な決済がなされており、会計検査院から改善要求を受けている。再委託契約も元請けの契約金額の94%にあたり、再委託比率を「原則２分の１未満」とする厚労省の規定に反していた。

## 主な所属団体
国会（2021年12月現在）
- 衆議院内閣委員会 理事
- 衆議院災害対策特別委員会 委員

自民党（2022年1月現在）
- 広報本部副本部長 兼 ネットメディア局長
- デジタル社会推進本部 本部長代理
- デジタル社会推進本部NFT政策検討PT 座長
- 政策決定におけるアカデミアの役割に関する検討PT 幹事
- 経済成長戦略本部 副本部長
- 財政政策検討本部 副幹事長
- 社会的事業推進特別委員会 顧問
- クールジャパン戦略推進特別委員会 幹事長
- 科学技術・イノベーション戦略調査会 副会長
- 中小企業・小規模事業者政策調査会 副会長
- 競争政策調査会 副会長
- 党改革実行本部 幹事長

## 選挙歴
| 当落 | 選挙                   | 執行日         | 年齢 | 選挙区      | 政党       | 得票数     | 得票率 | 定数 | 得票順位 /候補者数 | 政党内比例順位 /政党当選者数 |
| ---- | ---------------------- | -------------- | ---- | ----------- | ---------- | ---------- | ------ | ---- | ------------------ | ---------------------------- |
| 当   | 第44回衆議院議員総選挙 | 2005年09月11日 | 38   | 東京都第4区 | 自由民主党 | 11万9812票 | 46.71% | 1    | 1/5                | /                            |
| 比当 | 第45回衆議院議員総選挙 | 2009年08月30日 | 42   | 東京都第4区 | 自由民主党 | 9万3583票  | 35.09% | 1    | 2/5                | 1/5                          |
| 当   | 第46回衆議院議員総選挙 | 2012年12月16日 | 45   | 東京都第4区 | 自由民主党 | 9万6810票  | 39.37% | 1    | 1/6                | /                            |
| 当   | 第47回衆議院議員総選挙 | 2014年12月14日 | 47   | 東京都第4区 | 自由民主党 | 10万9377票 | 50.34% | 1    | 1/4                | /                            |
| 当   | 第48回衆議院議員総選挙 | 2017年10月22日 | 50   | 東京都第4区 | 自由民主党 | 11万5239票 | 50.08% | 1    | 1/4                | /                            |
| 当   | 第49回衆議院議員総選挙 | 2021年10月31日 | 54   | 東京都第4区 | 自由民主党 | 12万8708票 | 51.51% | 1    | 1/3                | /                            |
| 当   | 第50回衆議院議員総選挙 | 2024年10月27日 | 57   | 東京都第4区 | 自由民主党 | 8万6773票  | 40.22% | 1    | 1/5                | /                            |

## 著書
- 『超現場主義－超現場主義中小企業金融論：役人、学者、銀行員…エリートにはわかるまい!』カナリア書房、2006年[4]

## 出演番組

### テレビ
- ビートたけしのTVタックル（テレビ朝日）
- 新報道2001（フジテレビ）

### インターネット映像配信
- AbemaPrime（AbemaNews）- 2017年9月25日
- 原宿アベニュー（AbemaNews）- 2018年3月24日※「議員GO」
- 月曜カフェスタトーク（自由民主党広報YouTubeチャンネル Café Sta）※生田よしかつと月1回放送
- 平・木原の地上波いらず 名前の順序は(仮)（生田よしかつYouTubeチャンネル「魚屋のおっチャンネル」）毎週火曜20時からライブ配信。生田よしかつ、木原誠二とレギュラー出演。

### ラジオ
- 荻上チキ・Session-22（TBSラジオ）- 2016年7月5日